# دویرلینگ
دویرلینگ (به آلمانی: Deuerling) یک شهر در آلمان است که در بایرن واقع شده‌است.

## خصوصیات
دویرلینگ ۷٫۱۳ کیلومترمربع مساحت دارد ۴۱۷ متر بالاتر از سطح دریا واقع شده‌است.